# Wanderlândia
Wanderlândia är en kommun i Brasilien.   Den ligger i delstaten Tocantins, i den centrala delen av landet, 1 000 km norr om huvudstaden Brasília. Antalet invånare är 10 978.
Omgivningarna runt Wanderlândia är huvudsakligen savann. Runt Wanderlândia är det mycket glesbefolkat, med 7 invånare per kvadratkilometer.